# The Cadillacs
The Cadillacs waren eine afroamerikanische Rock-’n’-Roll- und Doo-Wop-Gesangsgruppe aus dem New Yorker Stadtteil Harlem. Ihr größter Hit war Speedoo aus dem Jahr 1955.

## Karriere
In den frühen 1950ern traten Earl „Speedoo“ Carroll (1937–2012), Bobby Phillips, LaVerne Drake und Cub Gaining als "The Carnations" auf. 1954 machten sie – ohne Gaining, dafür mit Johnny „Gus“ Willingham und James „Poppa“ Clark als Quintett unter dem Namen The Cadillacs – ihre ersten Aufnahmen. Willingham und Clark verließen die Gruppe nach der zweiten Single, für sie kamen Earl Wade und Charles Brooks.
Im Oktober 1955 erschien Speedoo, das sich zum Superhit entwickelte, nachdem die Cadillacs mit ausgeklügelter Choreografie in der Weihnachtsshow von Alan Freed aufgetreten waren. Der Titel erreichte Platz 3 in den R&B-Charts und Platz 17 in den Pop-Charts. Während der Jahreswende 1956/1957 konnte sich der Titel Rudolph the Red-Nosed Reindeer kurzfristig in den R&B-Charts platzieren. Bei ihren Aufnahmen bis 1957 wurden die Cadillacs vom Jesse Powell Orchester begleitet. Ihren zweiten Pop-Hit landeten die Cadillacs 1959 mit dem Titel Peek-A-Boo, der in den R&B-Charts Platz 20 erreichte und in den Billboard Pop-Charts Platz 28. Begleitet wurden sie bei der Aufnahme vom Osie Johnson Orchester. 
1956 wurde Drake durch Jimmy Bailey (1932–1980) ersetzt. 1957 trennten sich die Cadillacs im Streit, und es gab zeitweilig verschiedene Ableger mit Namen wie "The Original Cadillacs", "The Four Cadillacs", "Earl Carroll and the Cadillacs" und "Jesse Powell and the Caddys". In der Folge gab es 1961 noch einen kleineren Hit für die „Original Cadillacs“, die – nach dem Wechsel der Plattenfirma – mit dem Titel What You Bet für eine Woche Platz 30 in den R&B-Charts belegten. Die Cadillacs erfuhren etliche Umbesetzungen, Trennungen und Neuanfänge.

## Auszeichnungen
1996 erhielten die Cadillacs den Pioneer Award der Rhythm and Blues Foundation. 2004 wurden die in die Vocal Group Hall of Fame aufgenommen.

## Diskografie
Singles

| Jahr | Titel Album                      | Höchstplatzierung, Gesamtwochen, AuszeichnungChartplatzierungen (Jahr, Titel, Album, Platzierungen, Wochen, Auszeichnungen, Anmerkungen) | Höchstplatzierung, Gesamtwochen, AuszeichnungChartplatzierungen (Jahr, Titel, Album, Platzierungen, Wochen, Auszeichnungen, Anmerkungen) | Anmerkungen                                                                     |
| Jahr | Titel Album                      | US | R&B | Anmerkungen                                                                     |
| ---- | -------------------------------- | --- | --- | ------------------------------------------------------------------------------- |
| 1955 | Speedo –                         | US30 (17 Wo.)US | R&B3 (15 Wo.)R&B | mit dem Orchester Jesse Powell Autorin: Esther Navarro                          |
| 1957 | Rudolph the Red-Nosed Reindeer – | — | R&B11 (1 Wo.)R&B | mit dem Orchester Jesse Powell Autor: Johnny Marks Platzierung in den DJ-Charts |
| 1959 | Peek-A-Boo –                     | US28 (10 Wo.)US | R&B20 (3 Wo.)R&B | mit dem Orchester Osie Johnson Autor: Jack Hammer                               |
| 1961 | What You Bet –                   | — | R&B30 (1 Wo.)R&B | Autoren: Rudy Toombs, Curtis Williams                                           |

Weitere Singles
- 1954: Wishing Well
- 1954: Gloria / I Wonder Why
- 1955: No Chance
- 1955: Down the Road / Window Lady
- 1956: Zoom / You Are
- 1956: The Girl Love / That’s All I Need
- 1956: Betty My love / Woe Is Me
- 1956: Shock-A-Doo
- 1957: Hurry Home / Lucy
- 1957: My Girl Friend / Broken Heart
- 1957: Sugar – Sugar
- 1957: Yea Yea Baby (als Earl Carroll and the Original Cadillacs)
- 1958: Holy Smokes Baby
- 1958: Speedo Is Back
- 1958: Ain’t You Gonna (Jesse Powell with the Caddy’s)
- 1959: Jay Walker / Copy Cat
- 1959: Please, Mr. Johnson / Cool It Fool
- 1959: Bad Dan McGoon
- 1959: Romeo / Always, My Darling
- 1960: The Boogie Man (feat. Jesse Powell)
- 1961: I’m Willing / Thrill Me So
- 1962: White Gardenia
- 1963: I’ll Never Let You Go
- 1963: I Saw You (Bobby Ray and the Cadillacs)
- 1963: La Bomba (Bobby Ray and the Cadillacs)